# میراندا کامپا
میراندا کامپا (انگلیسی: Miranda Campa؛ زادهٔ ۳۱ ژانویه ۱۹۱۴) یک بازیگر اهل ایتالیا است.
از فیلم‌ها یا برنامه‌های تلویزیونی که وی در آن نقش داشته است می‌توان به مایندادس، خاطرات خانواده، یک تعطیلات کوتاه، دکتر آنتونیو، شیاطین بال‌دار و گلادیاتور رم اشاره کرد.